# Pírkovo dobrodružství
Pírkovo dobrodružství (v anglickém originále Yellowbird) je 3D animovaný film od francouzské společnosti TeamTO, který režíroval Christian De Vita. V České republice byl film poprvé představen s českým dabingem na festivalu Febiofest v březnu 2015.  Oficiální premiéra filmu v České republice byla 14. 5. 2015.

## Zápletka
Pírko je ptačí sirotek, který nevyniká ani krásou peří ani sokolí sílou. Je hubený, opelichaný a žije sám v hnízdě, ze kterého ještě nikdy nevyletěl. Od vyklubání z vajíčka se o něj stará jeho matka / nejlepší kamarádka – beruška.
Při jednom z jejich společných výletů do lesa narazí na umírajícího Dariuse, vůdce hejna ptáků, který pověří pírka úkolem odnavigovat hejno do Afriky. Beruška přesvědčí celé hejno, že jenom Pírko zná novou správnou cestu do Afriky. Pírko ještě nikdy nikam neletěl a tak nepozná, jestli ho zobák táhne na sever, nebo na jih. Ale někdy, když hledáte přátelství a lásku, je důležitější cesta než její cíl.

## Herecké obsazení
V českém znění se ve filmu Pírkovo dobrodružství představili:
- Michal Holán jako PÍRKO
- Terezie Taberyová jako DELF
- Radana Herrmannová jako JANET
- Petra Tišnovská jako BERUŠKA
- Klára Nováková jako LISA
- Tomáš Juřička jako MICHKA
- Petr Burian jako KARL
- Zdeněk Maryška jako DARIUS
- Bohdan Tůma jako SOVA a VEVERKA
- Petr Neskusil jako WILLY
- Anežka Pohorská jako GIGI
- Matěj Vlček jako FLECK
- Kateřina Velebová jako MAGGIE

## Trailer filmu
Trailer filmu s českými titulky je možné zhlédnout na stránce distributora Archivováno 8. 8. 2015 na Wayback Machine.